# Fondó de les Neus
Fondó de les Neus (en valencien) ou Hondón de las Nieves (en castillan), dénomination officielle bilingue depuis le 17 décembre 2005,, est une commune de la province d'Alicante, dans la Communauté valencienne, en Espagne. Elle est située dans la comarque du Vinalopó Mitjà et dans la zone à prédominance linguistique valencienne. Sa population s'élevait à 3 041 habitants en 2013.

## Géographie

Localisation de Fondó de les Neus
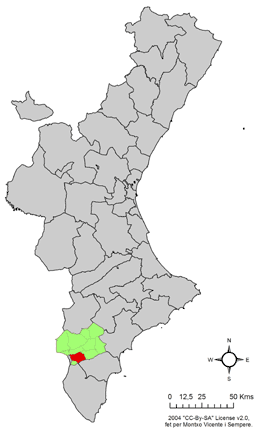
dans la Communauté valencienne.
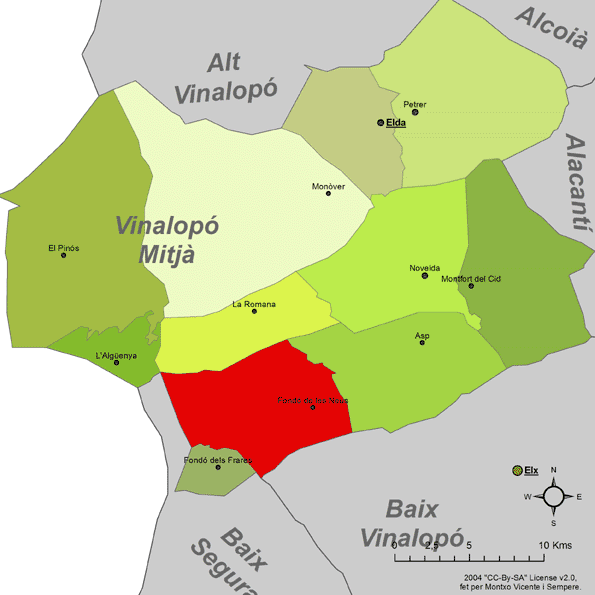
dans la comarque du Vinalopó Mitjà.